# Sjöbo gästgivaregård

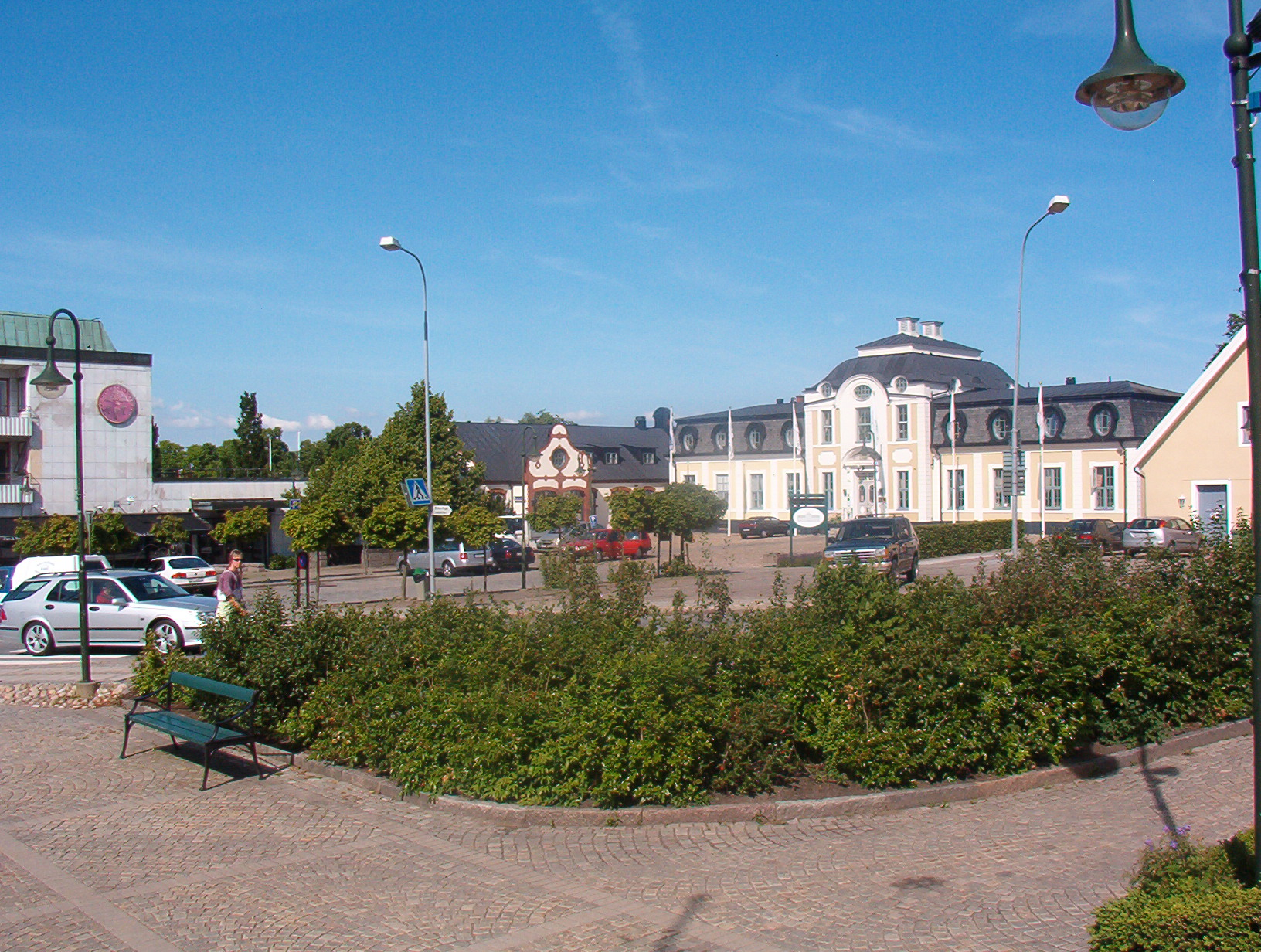
Gamla torg i Sjöbo med gästgivaregården

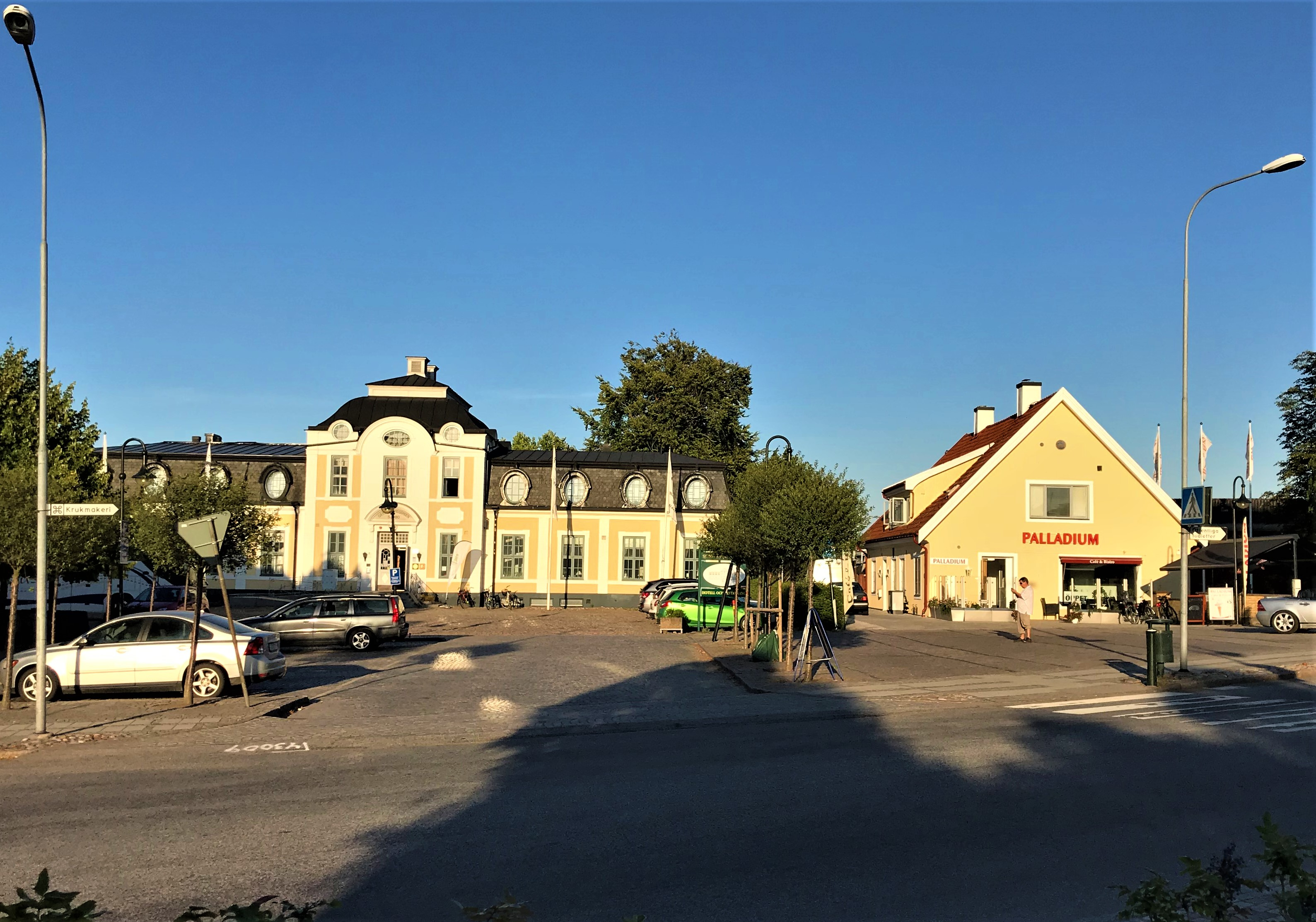
Gästgivaregården med Färs härads gamla tingshus ("Palladium") till höger

Sjöbo gästgivaregård är en gästgivargård vid Gamla torg i Sjöbo i korsningen mellan vägarna Simrishamn-Malmö och Hörby-Ystad. Vid den vägkorsning, där gästgivaregården ligger, lät grevinnan Lewenhaupt på Övedskloster 1721 bygga en fyrlängad gård och inrätta en gästgivaregård. Carl von Linné övernattade 1749 på gästgivargården i Sjöbo under sin Skånska resa.
Gästgivaregården brann ned 1727 och 1798, men återuppfördes. Det första tinget hölls 1929 på gästgivaregården och därefter fram till 1771, då Färs härads gamla tingshus uppfördes.
Vinfirman Wiens och Sederholm i Malmö arrenderade gästgivaregården från 1877 och köpte den sedermera. Byggnaderna ersattes av nuvarande byggnad 1901. Den ritades av John Smedberg efter förebild av lustslottet Petit Trianon i Versailles i Frankrike.